# Chakotay
Chakotay est un personnage issu de l'univers de fiction de Star Trek, et plus particulièrement de la série Star Trek : Voyager. Il est incarné par l'acteur Robert Beltran. Il apparait également dans la série d'animation Star Trek: Prodigy.

## Biographie
Premier officier du vaisseau Voyager. D'origine amérindienne, il est né sur la planète d'adoption des siens en 2335. Son père, décédé alors qu'il était adolescent, se nommait Kolopak.
Il rejette les principes ethniques des siens et rejoint l'académie de Starfleet à l'âge de 15 ans en 2350, sur la recommandation du capitaine Hikaru Sulu. Diplômé en 2354, il devient Lieutenant-Commandeur, mais finit par démissionner pour rejoindre le Maquis afin de protéger son monde natal des Cardassiens.
Transporté par le Pourvoyeur avec son vaisseau dans le Quadrant Delta, il intègre le Voyager lors de la fusion inévitable et problématique des deux équipages. Il est alors nommé premier officier en remplacement du Lieutenant-Commandeur Cavit, mort lors du transfert du Voyager dans le quadrant Delta.
Il est impliqué sentimentalement avec Seska, une de ses compagnes de combat, jusqu'à ce que celle-ci trahisse les siens et parte avec les Kazons. Seska est en réalité une espionne cardassienne, à l'apparence modifiée par chirurgie pour apparaître de race bajorane, et infiltrée dans l'équipe de Chakotay.
Quelques années plus tard, il s'attache à Seven of Nine, cette humaine devenue Borg puis libérée du collectif par le capitaine Kathryn Janeway.